# Магічне Циркове Шоу 2012
Магічне Циркове Шоу 2012 — третій конкурс циркових мистецтв серед дітей віком від 9 до 14 років, який організовує Європейська Мовна Спілка та національна телерадіокомпанія Швейцарії RTS. Запис шоу відбудеться в кінці листопада 2012 року у Різдвяному Цирку що розташований в Женеві (Швейцарія), і в ньому візьмуть участь 8 країн. Переможець конкурсу не визначається, тому що проєкт “Магічне Циркове Шоу” не є конкурсом, це лише просто шоу і воно не транслюється в прямому ефірі а записується заздалегідь і показується в країнах, що отримали права на показ від ЄМС. "Магічне Циркове Шоу 2012" буде показано в країнах-учасницях проєкту та в країнах що купили права на показ від ЄМС в період новорічних та різдвяних свят.

## Вибір країни організатора
2 лютого 2011 року Європейська мовна спілка оголосила, що в 2011 та в 2012 роках проєкт Магічне Циркове Шоу буде записано в Різдвяному Цирку, що розташований в швейцарській Женеві.

## Учасники
16 лютого 2012 року Європейська мовна спілка оголосила остаточну кількість та перелік країн, цьогоріч в шоу візьмуть участь 8 країн. До семи країн-учасниць проєкту минулого року, цьогоріч додалася Польща, яка вирішила взяти участь у проєкті.
Всі країни-учасниці шоу повинні визначити своїх представників до червня 2012 року і Європейська мовна спілка оголосить представників в країнах не раніше жовтня 2012 року.
| №  | Країна                  | Учасник        | Профіль учасника |
| -- | ----------------------- | -------------- | ---------------- |
| 01 | Бельгія                 | буде визначено |                  |
| 02 | Нідерланди              | буде визначено |                  |
| 03 | Польща                  | буде визначено |                  |
| 04 | Португалія              | буде визначено |                  |
| 05 | Росія                   | буде визначено |                  |
| 06 | Україна                 | буде визначено |                  |
| 07 | Франція                 | буде визначено |                  |
| 08 | Швейцарія (організатор) | буде визначено |                  |